# 50 mètres dos masculin aux championnats du monde de natation 2024
Cet article traite de l'épreuve masculine. Pour la compétition féminine, voir 50 mètres dos féminin aux championnats du monde de natation 2024.
Le 50 mètres dos masculin est une épreuve de natation sportive des championnats du monde de natation 2024. Elle a lieu les 17 et 18 février 2024 à Doha au Qatar.

## Records
Avant cette compétition, les records dans cette discipline étaient :
| Record du monde       | 23 s 55 | Kliment Kolesnikov | 27 juillet 2023 | Kazan, Russie |
| Record du championnat | 24 s 04 | Liam Tancock       | 2 août 2009     | Rome, Italie  |

## Résultats détaillés
Les 16 meilleurs temps se qualifient pour les demi-finales (Q), puis les 8 meilleurs demi-finalistes passent en finale (F).

### Séries
| Rang | Série | Ligne | Nageur | Pays | Temps | Commentaire |
| ---- | ----- | ----- | ------ | ---- | ----- | ----------- |
| 1    |       |       |        |      |       | Q           |
| 2    |       |       |        |      |       | Q           |
| 3    |       |       |        |      |       | Q           |
| 4    |       |       |        |      |       | Q           |
| 5    |       |       |        |      |       | Q           |
| 6    |       |       |        |      |       | Q           |
| 7    |       |       |        |      |       | Q           |
| 8    |       |       |        |      |       | Q           |
| 9    |       |       |        |      |       | Q           |
| 10   |       |       |        |      |       | Q           |
| 11   |       |       |        |      |       | Q           |
| 12   |       |       |        |      |       | Q           |
| 13   |       |       |        |      |       | Q           |
| 14   |       |       |        |      |       | Q           |
| 15   |       |       |        |      |       | Q           |
| 16   |       |       |        |      |       | Q           |
| 17   |       |       |        |      |       |             |
| 18   |       |       |        |      |       |             |
| 19   |       |       |        |      |       |             |
| 20   |       |       |        |      |       |             |
| 21   |       |       |        |      |       |             |
| 22   |       |       |        |      |       |             |
| 23   |       |       |        |      |       |             |
| 24   |       |       |        |      |       |             |
| 25   |       |       |        |      |       |             |

### Demi-finales
| Rang | Série | Ligne | Nageur                 | Pays             | Temps | Commentaire        |
| ---- | ----- | ----- | ---------------------- | ---------------- | ----- | ------------------ |
| 1    | 1     | 5     | Isaac Cooper           | Australie        | 24.12 | F Record d'Océanie |
| 2    | 1     | 4     | Hunter Armstrong       | États-Unis       | 24.43 | F                  |
| 3    | 2     | 3     | Pieter Coetze          | Afrique du Sud   | 24.46 | F                  |
| 3    | 2     | 4     | Ksawery Masiuk         | Pologne          | 24.46 | F                  |
| 5    | 2     | 5     | Hugo González          | Espagne          | 24.60 | F                  |
| 6    | 2     | 6     | Michele Lamberti       | Italie           | 24.68 | F                  |
| 7    | 1     | 3     | Michael Andrew         | États-Unis       | 24.70 | F                  |
| 8    | 1     | 6     | Ole Braunschweig       | Allemagne        | 24.74 | F                  |
| 9    | 1     | 8     | Evangelos Makrygiannis | Grèce            | 24.84 |                    |
| 10   | 2     | 8     | Andrew Jeffcoat        | Nouvelle-Zélande | 24.88 |                    |
| 11   | 2     | 7     | Apóstolos Chrístou     | Grèce            | 25.01 |                    |
| 12   | 2     | 1     | Miroslav Knedla        | Tchéquie         | 25.06 |                    |
| 13   | 1     | 1     | Adrian Santos          | Espagne          | 25.09 |                    |
| 14   | 1     | 7     | Björn Seeliger         | Suède            | 25.10 |                    |
| 15   | 1     | 2     | Ulises Saravia         | Argentine        | 25.13 |                    |
| 16   | 2     | 2     | Yoon Ji-hwan           | Corée du Sud     | 25.14 |                    |

### Finale
| Rang               | Ligne | Nageur           | Pays           | Temps   |
| ------------------ | ----- | ---------------- | -------------- | ------- |
| Médaille d'or      | 4     | Isaac Cooper     | Australie      | 24 s 23 |
| Médaille d'argent  | 5     | Hunter Armstrong | États-Unis     | 24 s 33 |
| Médaille de bronze | 6     | Ksawery Masiuk   | Pologne        | 24 s 44 |
| 4                  | 3     | Pieter Coetze    | Afrique du Sud | 24 s 59 |
| 5                  | 8     | Ole Braunschweig | Allemagne      | 24 s 74 |
| 6                  | 2     | Hugo González    | Espagne        | 24 s 77 |
| 7                  | 7     | Michele Lamberti | Italie         | 24 s 82 |
| 8                  | 1     | Michael Andrew   | États-Unis     | 24 s 86 |